# Louise Jaide

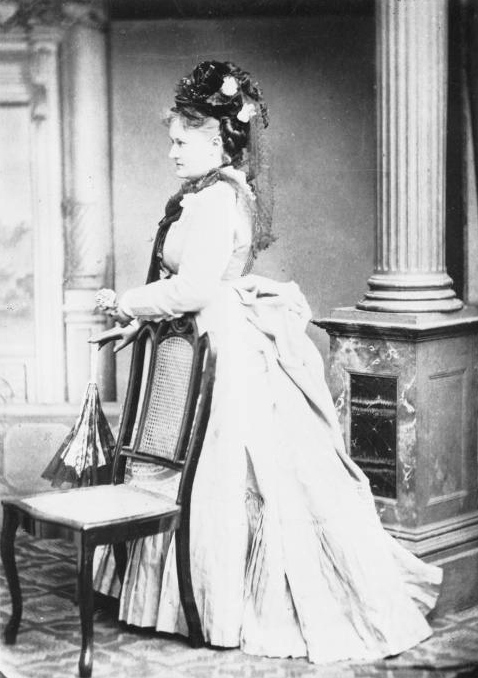
Luise Jaide, 1875

Louise Jaide, auch Luise Jaide und Louise Jaide-Schlosser, (26. März 1842 in Darmstadt – 2. Januar 1914 ebendort) war eine deutsche Opernsängerin der Stimmlagen Mezzosopran und Alt. In der frühen Phase ihrer Karriere trat sie unter der Künstlernamen Louise Orth auf.
Bei den ersten Bayreuther Festspielen im Jahr 1876 verkörperte sie Erda und Waltraute in Wagners Der Ring des Nibelungen.

## Leben und Werk
Louise Jaide studierte an der Stuttgarter Musikschule und debütierte bereits 1859, als Pierotto in Linda di Chamounix am Hoftheater von Darmstadt. Sie setzte ihre Ausbildung fort und erhielt 1861 ihr erstes Festengagement für eine Spielzeit am Königlichen Hoftheater von Hannover. Danach war sie drei Spielzeiten lang am Theater Regensburg verpflichtet. In Darmstadt, Hannover und Regensburg trat sie unter dem Namen Louise Orth auf, als sie jedoch 1865 nach Darmstadt zurückkehrte, stand der Name Louise Jaide auf den Besetzungszetteln. Zwölf Jahre lang war sie am Opernhaus ihrer Heimatstadt verpflichtet und in diesen Jahren konnte sie sich die Zustimmung des Publikums erarbeiten. Sie verfügte sich ein breites Repertoire, sang im deutschen Fach ebenso wie im italienischen und französischen. Sie wurde schließlich zur Hessischen Kammersängerin ernannt.
Während ihrer Darmstädter Zeit entfaltete sich eine reiche Gastspieltätigkeit, die sie an die Opernhäuser von Stuttgart (1873), Wiesbaden (1874) und Frankfurt (1875) führte sowie 1874 und 1877 an die Wiener Hofoper. Im Jahr 1872 hörte Richard Wagner die Sängerin in Darmstadt und war beeindruckt von ihren gesanglichen und darstellerischen Fähigkeiten. Es folgte die Einladung, bei den ersten  Bayreuther Festspielen im Jahr 1876 teilzunehmen. Es handelte sich um die erste Gesamtaufführung des Zyklus Der Ring des Nibelungen. Sie übernahm die Erda im Rheingold und in der Uraufführung des Siegfried sowie die Waltraute in der Walküre und in der Uraufführung der Götterdämmerung. Vermutlich aufgrund einer Erkrankung von Louise Jaide sang in der zweiten Götterdämmerung-Aufführung Marianne Brandt die Rolle der Waltraute.
Ab 1878 war Louise Jaide eine Spielzeit lang am Bremer Stadttheater, zehn Jahre lang am Deutschen Operntheater von Rotterdam und eine Spielzeit lang an der Flämischen Oper von Gent engagiert. 1892 beendete sie ihre Bühnenkarriere und arbeitete hiernach als Gesangspädagogin in Darmstadt.

## Rollen (Auswahl)
| Auber: - Mme Bertrand in Maurer und Schlosser - Arvedson in Die Ballnacht - Claudia in Der schwarze Domino Donizetti - Pierotto in Linda di Chamounix Lortzing: - Irmentraud in Der Waffenschmied Marschner: - Königin der Erdgeister in Hans Heiling Mozart: - Idamante in Idomeneo |  | Nicolai: - Frau Reich in Die lustigen Weiber von Windsor Verdi: - Azucena in Il trovatore - Amneris in Aida Wagner: - Mary in Der fliegende Holländer - Erda in Das Rheingold - Waltraute in Die Walküre - Erda im Siegfried - Waltraute in Götterdämmerung |